# Tamdaora
Tamdaora is een geslacht van rechtvleugeligen uit de familie sabelsprinkhanen (Tettigoniidae). De wetenschappelijke naam van dit geslacht is voor het eerst geldig gepubliceerd in 1998 door Gorochov.

## Soorten
Het geslacht Tamdaora  is monotypisch en omvat slechts de volgende soort:
- Tamdaora magnifica (Gorochov, 1998)